# Štěpán Míšek
Štěpán Míšek (* 20. července 2005 Čáslav) je český profesionální fotbalista, který hraje na pozici středního záložníka za český klub FK Pardubice a za český národní tým do 19 let.

## Klubová kariéra
Míšek působil v akademii Čáslavi a v roce 2019 se přesunul do mládeže Pardubic. V A-týmu debutoval 30. srpna 2023 v zápase MOL Cupu proti Baníku Most a asistencí pomohl k výhře 3:0. V české nejvyšší soutěži debutoval o tři dny později, a to při výhře 1:0 nad Teplicemi. Během podzimní části sezóny 2023/24 se Míšek stal stabilním členem základní sestavy trenéra Radoslava Kováče.

## Reprezentační kariéra
Míšek je od roku 2020 stabilním členem českým mládežnických reprezentací.